# Sarah Utterback
Sarah Utterback, född 12 januari 1982 i New Hampton i Iowa, är en amerikansk skådespelare som är känd för sin roll som Olivia Harper på dramaserien Grey's Anatomy.